# Ceroma hessei
Ceroma hessei är en spindeldjursart som beskrevs av Roewer 1933. Ceroma hessei ingår i släktet Ceroma och familjen Ceromidae. Inga underarter finns listade i Catalogue of Life.